# Втора родопска бригада „Васил Коларов“
Втора родопска бригада „Васил Коларов“ е подразделение на Втора Пловдивска въстаническа оперативна зона на Народоосвободителна въстаническа армия (НОВА) по време на комунистическото партизанско движение в България (1941-1944). Действа в района на Родопите.
Първите комунистически партизани в Асеновградско през есента на 1941 г. формират партизанска група.  През 1942 г. формират Асеновградската чета „Васил Левски“. След разрастването си от април 1944 г. е наименувана Партизански отряд „Георги Бенковски“. Подразделя се на три чети. Командир на отряда е Атанас Арабаджиев, политкомисар Генко Гюлев. 
Втора родопска бригада „Васил Коларов“ е сформирана мрез юни 1944 г. от разрастналите се отряди „Георги Бенковски“, „Райчо Кирков“ и „Колю Шишманов“. Командир на бригадата е Благой Пенев, политкомисар Генко Гюлев.
В периода от юни до септември 1944 г. провежда редица акции около гр. Асеновград, гр. Борисовград (дн. Първомай) и гр. Кърджали. С цел снабдяване с оръжие се свързва на четири пъти с гръцките партизани.
На 3 септември 1944 г. лагерът на бригадата край с. Новаково е нападнат от армейски и жандармерийски подразделения. В завързалото се сражение партизаните дават 15 жертви.
На 9 септември 1944 г. бригадата нараства до 600 партизани и установява властта на ОФ в населени места около гр. Пловдив.